# Caio Flávio Fímbria
Caio Flávio Fimbria (? - 84 a.C.), político e militar da República Romana, violento partidário de Caio Mário. Era filho de Caio Flávio Fímbria, que foi cônsul, em 104 a.C., junto com Mário. 

## Biografia
Em 87 a.C., durante a guerra civil entre Populares (liderados por Mário) e Optimates (liderados por Sulla), Fímbria comandou uma tropa de cavalaria que matou o filho mais velho de P. Licínio Crasso - pai do futuro triúnviro  - que, em seguida, cometeu suicídio. É possível que ele também tenha levado à morte alguns membros da família Júlia.
Em 86 a.C., Fimbria foi enviado à província da Ásia, para combater Mitrídates VI do Ponto, como legado do cônsul sufecto, Lúcio Valério Flaco, mas brigou com ele e foi demitido. Aproveitando a ausência de Flaco em Calcedônia e o descontentamento suscitado por sua avareza e severidade, Fimbria semeou a revolta entre os soldados  e matou Flaco, em Nicomédia. Assumindo o comando do exército, derrotou as tropas de Mitrídates no rio Ríndaco e só não o capturou em Pitane, por lhe ter faltado o indispensável apoio da frota de Lúculo.
Fimbria tratou  cruelmente todos os povos da Ásia que se haviam revoltado contra Roma ou aderido a Sula. Tendo obtido a rendição de Troia, declarando que os romanos descendiam dos troianos homéricos e, como tal, eram amigos, tão logo os portões da cidade lhe foram abertos, massacrou todos os moradores e queimou o lugar até o chão. Mas em 84 a.C.,  Sulla passou da Grécia para a Ásia, fez a paz com Mitrídates, e virou suas armas contra Fimbria, que, encurralado, não vendo possibilidade de fuga, suicidou-se 